# Angela Goethals

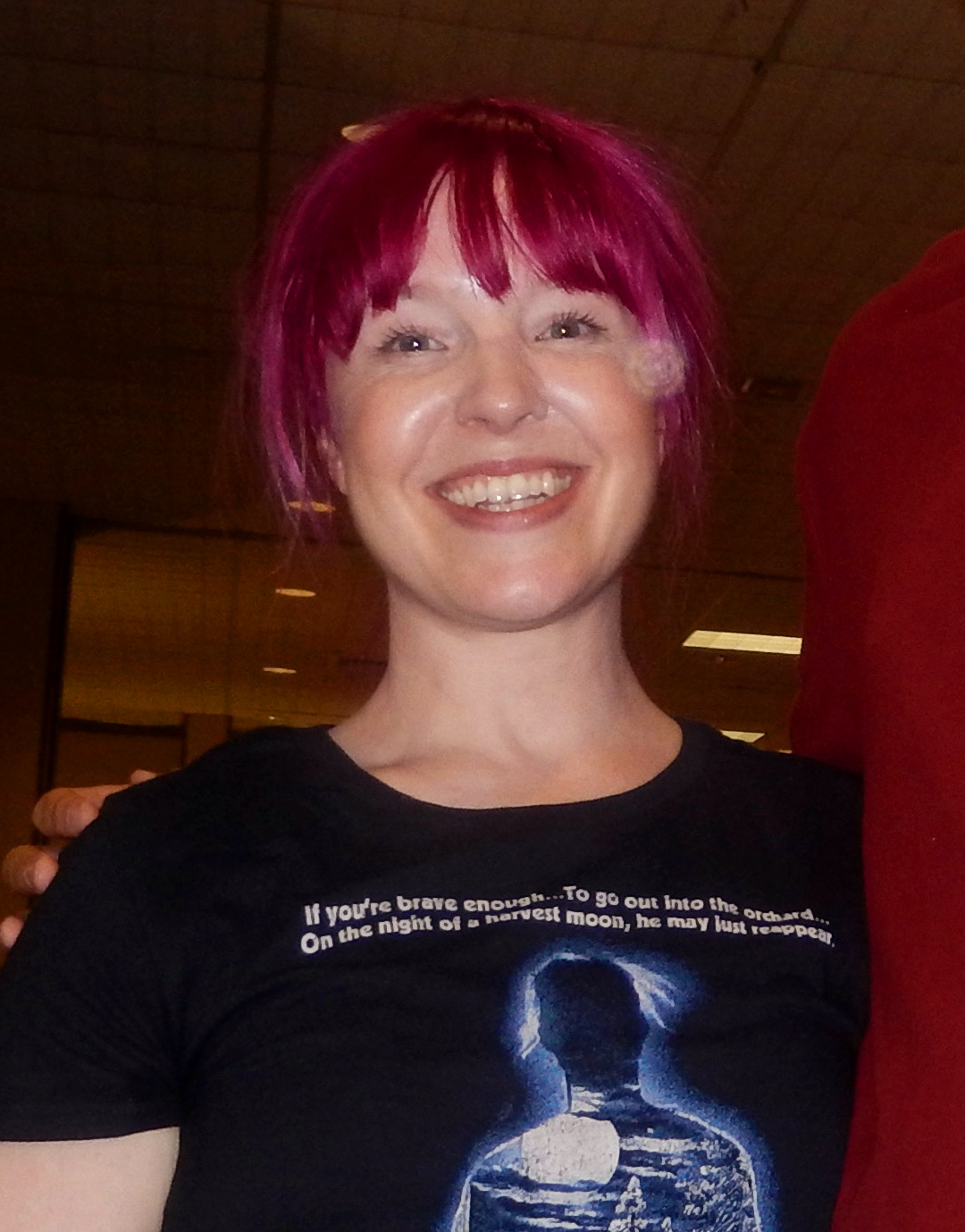
Angela Goethals, 2019

Angela Bethany Goethals (* 20. Mai 1977 in New York City, New York) ist eine US-amerikanische Schauspielerin.

## Leben
Goethals wurde 1977 als Tochter der Lehrerin Rosalind Goethals in New York City geboren und wuchs auch dort auf. Sie ist die Urenkelin von George Washington Goethals, dem Chefingenieur des Panamakanals und Namensgeber der New Yorker Goethals Bridge. Außerdem hat sie eine Schwester namens Sara.
Durch eine Freundin der Familie, die Schauspielerin Jeanie Hackett, kam sie zur Schauspielerei, da sie mit ihr einige Vorsprechen besuchte. Mit 9 Jahren hatte Goethals ihr erstes ernstzunehmendes schauspielerisches Engagement. Sie wurde als Zweitbesetzung von Sarah Michelle Gellar in The Widow Claire, einem Broadwaystück von Horton Foote, engagiert.
Zwei Jahre später war sie in ihrem ersten Film Rocket Gibraltar zu sehen.
Weitere Rollen folgten, so zum Beispiel als Kevins Schwester Linnie in Kevin allein zu Haus (1990).
Ihre erste große Rolle hatte Goethals 1993 in der Serie Phenom – Das Tenniswunder, nach 22 Episoden wurde diese jedoch im Mai 1994 eingestellt.
1999 machte Goethals ihren Abschluss am Vassar College mit einem Bachelor’s Degree in Französisch.
In Deutschland erlangte sie vor allem durch die Rolle der Cheryl Larsen in der kurzlebigen Fernsehserie Do Over (2002) größere Bekanntheit. Zudem hatte Goethals viele Gastauftritte in bekannten Serien wie Boston Public, Without a Trace – Spurlos verschwunden und Six Feet Under – Gestorben wird immer.
Goethals wurde in den Jahren 1989, 1991, 1992 und 1994 jeweils für einen Young Artist Award nominiert.

## Filmografie
- 1988: Rocket Gibraltar
- 1988: Heartbreak Hotel
- 1990: Traitor in My House
- 1990: Kevin – Allein zu Haus (Home Alone)
- 1991: Kreuzfahrt vor Manhattan (Triple Bogey on a Par Five Hole)
- 1991: V.I. Warshawski – Detektiv in Seidenstrümpfen (V.I. Warshawski)
- 1993: Phenom – Das Tenniswunder (Phenom)
- 1996: Jerry Maguire – Spiel des Lebens (Jerry Maguire)
- 2001: Storytelling (Fiction)
- 2002: Spurwechsel (Changing Lanes)
- 2002: Porn 'n Chicken
- 2002: Do Over – Zurück in die 80er
- 2003: The Brotherhood of Poland, New Hampshire
- 2003: Ein Schlitzohr namens Santa Claus (Stealing Christmas)
- 2004: Spanglish
- 2006: Behind the Mask (Behind the Mask: The Rise of Leslie Vernon)

### Gastauftritte
- 1989: Der Equalizer (The Equalizer), Folge 4.15
- 2000: Madigan Men, Folge 1.7
- 2002: The Education of Max Bickford, Folge 1.21
- 2003: Boston Public, Folge 3.13
- 2003: Miss Match, Folge 1.10
- 2004: Six Feet Under – Gestorben wird immer, Folge 4.1
- 2004: Without a Trace – Spurlos verschwunden, Folge 3.1
- 2005: 24, Folgen 4.4, 4.5, 4.7, 4.11 und 4.12
- 2005: Grey’s Anatomy, Folge 2.3
- 2005: CSI: Den Tätern auf der Spur (CSI: Crime Scene Investigation), Folge 6.9
- 2006: Crossing Jordan – Pathologin mit Profil, Folge 5.18
- 2007: Boston Legal, Folge 3.22
- 2008: Life, Folge 2.25